# Рыхта (Киевская область)
Рыхта (укр. Рихта) — село, входит в Вышгородский район Киевской области Украины.
Население по переписи 2001 года составляло 53 человека. Почтовый индекс — 07300. Телефонный код — 4596. Занимает площадь 0,9 км². Код КОАТУУ — 3221880805.

## Местный совет
07310, Київська обл., Вишгородський р-н, с.Богдани, вул.Київська,30, тел.  (укр.)